# Генріх Гроте
Генріх Гроте (нім. Heinrich Grote; 9 листопада 1920, Лінген — 25 жовтня 1995, Гамбург) — німецький офіцер-підводник, оберлейтенант-цур-зее крігсмаріне, адмірал флотилії бундесмаріне.

## Біографія
1 жовтня 1938 року вступив на флот. З 1 березня 1940 року — вахтовий офіцер на мінному тральщику M2, з 1 жовтня 1940 року — на M10, з 1 березня 1941 року — 1-й вахтовий офіцер на M13. З 30 серпня 1943 по 27 лютого 1944 року пройшов курс підводника, з 28 лютого по 9 червня 1944 року — курс командира підводного човна. В червні 1944 року переданий в розпорядження 31-ї флотилії. В січні-березні 1945 року пройшов командирську практику на підводному човні U-3516. З березня 1945 року — командир U-3516. 2 травня 1945 року наказав затопити човен в рамках операції «Регенбоген». 9 травня 1945 року взятий в полон британськими військами. Служив в Німецькій адміністрації з розмінування. 16 квітня 1946 року звільнений. Вивчав природничі науки, після чого працював вчителем у Шлезвіг-Гольштейні.
У 1956 році вступив в бундесмаріне, спочатку служив у командуванні есмінцями. З липня 1961 по вересень 1962 року — 1-й офіцер есмінця 6, а з жовтня 1962 року по березень 1964 року — командир есмінця 1. З квітня 1968 року по березень 1969 року — командир 3-ї ескадри есмінців, яка складалася з чотирьох есмінців типу «Флетчер». У квітні 1969 року очолив щойно сформовану 1-шу ескадру есмінців і взяв в експлуатацію нові есмінці типу «Лютьєнс». Одночасно Гроте взяв участь у курсах Воєнного коледжу ВМС США в Ньюпорті, а також був начальником оперативного відділу Командування ОЗС НАТО на підступах до Балтійського моря. З жовтня 1972 по грудень 1973 року — командир морської дивізії «Остзе», після чого командував Школою матеріально-технічного забезпечення Бундесверу в Гамбурзі. 31 березня 1981 року вийшов у відставку.

## Звання
- Кандидат в офіцери (1 жовтня 1938)
- Морський кадет (1 липня 1939)
- Фенріх-цур-зее (1 грудня 1939)
- Оберфенріх-цур-зее (1 серпня 1940)
- Лейтенант-цур-зее (1 квітня 1941)
- Оберлейтенант-цур-зее (1 квітня 1943)

## Нагороди
- Залізний хрест
  - 2-го класу (1941)
  - 1-го класу (1943)
- Нагрудний знак мінних тральщиків (1941)